# Słoboda Rożnowska
Słoboda Rożnowska – dawna okolica szlachecka. Tereny, na których leżała, znajdują się obecnie na Białorusi, w obwodzie witebskim, w rejonie głębockim, w sielsowiecie Łomasze.

## Historia
W czasach zaborów okolica szlachecka w powiecie dzisieńskim, w guberni wileńskiej Imperium Rosyjskiego.
W latach 1921–1945 okolica leżała w Polsce, w województwie wileńskim, w powiecie dziśnieńskim, w gminie Prozoroki.
Według Powszechnego Spisu Ludności z 1921 roku zamieszkiwało tu 60 osób, 37 było wyznania rzymskokatolickiego a 2 prawosławnego. Jednocześnie 37 mieszkańców zadeklarowało polską a 2 białoruską przynależność narodową. Było tu 11 budynków mieszkalnych. W 1931 w 6 domach zamieszkiwało 25 osób.
Wierni należeli do parafii rzymskokatolickiej i prawosławnej w Czerniewiczach. Miejscowość podlegała pod Sąd Grodzki w Głębokiem i Okręgowy w Wilnie; właściwy urząd pocztowy mieścił się w Prozorokach.